# Djamboe aer
De djamboe aer (van het Indonesische jambu air (waterdjamboe)) of pommerak (Syzygium aqueum, basioniem: Eugenia aquea) is een plant uit de mirtefamilie (Myrtaceae). De vruchten worden wel verward met de djamboe semarang (Syzygium samarangense), waarvan de vruchten echter groter en minder gedrongen zijn.
Het is een 3-20 m hoge, groenblijvende boom met een korte stam die dicht bij de grond vertakt en een open, asymmetrische kroon. De bladeren zijn tegenoverstaand, 1-5 mm lang gesteeld, eirond tot elliptisch-langwerpig, lichtgroen aan de bovenzijde, gelig groen aan de onderzijde en 5-25 × 2,5-16 cm groot.
De geurende bloemen groeien met drie tot zeven stuks in losse, eind- of bladokselstandige bloeiwijzen. De vierdelige kelk en kroon zijn bleekgeel, gelig-wit of roze. Er zijn talloze, tot 2 cm lange meeldraden die dezelfde kleur hebben als de bloem. Boven de meeldraden steekt de stijl nog uit.
De vruchten zijn dunschillig, glad, glanzend, wasachtig en zijn rijp wit, groen, roze of felrood van kleur. Ze zijn 1,6-2 × 2,5-3,4 cm groot en klok- of peervormig met een smalle hals en een breed uiteinde. Het uiteinde is concaaf en draagt de overblijfselen van de bloemkelk en de tot 3 cm lange stijl. Het vruchtvlees is wit of roze, licht geurend, droog of sappig, knapperig of sponzig van consistentie en heeft een zoete tot zure, doch flauwe smaak. De vruchten zijn zaadloos of bevatten drie tot zes (vaak één of twee) zaden.
De vruchten worden als handfruit gegeten, zoetzuur ingelegd of verwerkt in fruitsalades.
De djamboe aer komt van nature voor van het zuiden van India tot in het oosten van Malesië. De plant wordt tevens gekweekt in Zuidoost-Azië, onder meer in Indonesië en de Filipijnen. Ook groeit de plant in Hawaï, Suriname en Trinidad.